# Latin American Music Awards de 2022
A 7.ª edição do Latin American Music Awards será realizada no Michelob Ultra Arena em Las Vegas, Nevada. A cerimônia será transmitida ao vivo pelo Telemundo. Bad Bunny lidera o ranking com dez indicações.

## Vencedores e indicados
Os indicados foram anunciadas em 3 de março de 2022.
| Artist of the Year | New Artist of the Year |
| --- | --- |
| - Bad Bunny - Camilo - Eslabon Armado - Farruko - J Balvin - Jhay Cortez - Karol G - Myke Towers - Ozuna - Rauw Alejandro | - Gera MX - Ivan Cornejo - Jay Wheeler - Kali Uchis - Los Legendarios - María Becerra - Mariah Angeliq |
| Favorite Female Artist | Favorite Male Artist |
| - Kali Uchis - Karol G - Natti Natasha - Rosalía - Selena Gomez | - Bad Bunny - Farruko - J Balvin - Jhay Cortez - Myke Towers - Rauw Alejandro |
| Song of the Year | Album of the Year |
| - Bad Bunny & Jhay Cortez – “Dakiti” - Farruko – “Pepas” - J Balvin & Skrillex – “In da Getto” - Kali Uchis – “Telepatía” - Rauw Alejandro – “Todo de Ti” | - Bad Bunny – El Último Tour Del Mundo - Eslabon Armado – Corta Venas - Karol G – KG0516 - Rauw Alejandro – Vice Versa |
| Favorite Duo or Group | Favorite Pop Artist |
| - Aventura - Banda MS de Sergio Lizárraga - Eslabon Armado - Grupo Firme - La Arrolladora Banda El Limón de René Camacho - Los Dos Carnales | - Camilo - Enrique Iglesias - Kali Uchis - Luis Fonsi - Sebastián Yatra - Selena Gomez |
| Favorite Pop Album | Favorite Pop Song |
| - Camilo – Mis Manos - CNCO – Déjà Vu - Enrique Iglesias – Final (Vol. 1) - Piso 21 – El Amor En Los Tiempos Del Perreo - Selena Gomez – Revelación - Tommy Torres – El Playlist de Anoche | - Kali Uchis – “Telepatía” - Maluma – “Sobrio” - Rauw Alejandro – “Todo de Ti” - Sebastián Yatra & Myke Towers – “Pareja del Año” |
| Favorite Regional Mexican Artist | Favorite Regional Mexican Duo or Group |
| - Carin Leon - Christian Nodal - El Fantasma - Junior H - Lenin Ramírez | - Banda MS de Sergio Lizárraga - Calibre 50 - Eslabon Armado - Grupo Firme - Los Ángeles Azules - Los Dos Carnales |
| Favorite Regional Mexican Song | Favorite Regional Mexican Album |
| - Banda MS de Sergio Lizárraga – “La Casita” - Calibre 50 – “A La Antigüita” - Gera MX & Christian Nodal – “Botella Tras Botella” - Grupo Firme & Carin Leon – “El Tóxico” - La Arrolladora Banda El Limón de René Camacho – “Mi Primer Derrota” | - Banda MS de Sergio Lizárraga – El Trabajo Es La Suerte - Christian Nodal – Ahora - Eslabon Armado – Corta Venas - Ivan Cornejo – Alma Vacía - Los Dos Carnales – Al Estilo Rancherón |
| Favorite Urban Artist | Favorite Urban Album |
| - Anuel AA - Anuel AA - Bad Bunny - J Balvin - Jhay Cortez - Karol G - Maluma - Rauw Alejandro | - Bad Bunny – El Último Tour del Mundo - Karol G – KG0516 - Maluma – Papi Juancho - Rauw Alejandro – Vice Versa |
| Favorite Urban Song | Favorite Tropical Artist |
| - Bad Bunny & Jhay Cortez– “Dákiti” - Farruko – “Pepas” - J Balvin & Skrillex – “In Da Getto” - Los Legendarios, Wisin & Jhay Cortez – “Fiel” | - Aventura - Carlos Vives - Marc Anthony - Prince Royce - Romeo Santos |
| Favorite Tropical Album | Favorite Tropical Song |
| - El Gran Combo de Puerto Rico – En Cuarentena - Luis Vazquez – Comienzos - Sonora Ponceña – Hegemonía Musical | - Aventura & Bad Bunny – “Volví” - Camilo – “Kesi” - Carlos Vives – “Colombia, Mi Encanto” - Daddy Yankee & Marc Anthony – “De Vuelta Pa' la Vuelta” - Marc Anthony – “Pa’lla Voy” - Prince Royce – “Lao' a Lao'’” |
| Favorite Crossover Artist | Collaboration of the Year |
| - Khalid - Shawn Mendes - Skrillex - The Weeknd | - Aventura & Bad Bunny – “Volví” - Daddy Yankee & Marc Anthony – “De Vuelta Pa’ La Vuelta” - Gera MX & Christian Nodal – “Botella Tras Botella” - Grupo Firme & Carin Leon – “El Tóxico” - Karol G & Mariah Angeliq – “El Makinon” - Los Legendarios, Wisin & Jhay Cortez – “Fiel”                                                                 |
| Social Artist of the Year | Favorite Tour |
| - Anitta - Becky G - Camila Cabello - Camilo - Chiquis Rivera - Karol G - Pabllo Vittar - Ricky Martin - Sebastián Yatra - Tini | - Aventura - Enrique Iglesias & Ricky Martin - Grupo Firme - Los Bukis - Maluma - Marc Anthony |
| Favorite Video | Viral Song of the Year |
| - Anitta – “Girl from Rio” - Camilo, Evaluna Montaner – “Índigo” - Christina Aguilera, Ozuna – “Santo” - Daddy Yankee – “Problema” - Gerardo Ortiz, Piso 21 – “Fino Licor” - J Balvin – “Lo Que Dios Quiera” - Ozuna – “La Funka” - Pablo Alborán – “Castillos de Arena” - Reik, María Becerra – “Los Tragos” - Sebastián Yatra – “Melancólicos Anónimos” | - Calibre 50 – “Si Te Pudiera Mentir” - Gera MX & Christian Nodal – “Botella Tras Botella” - Grupo Firme – “Ya Supérame (En Vivo Desde Culiacán, Sinaloa)” - Ivan Cornejo – “Está Dañada” - Kali Uchis – “Telepatía” - Los Legendarios, Wisin & Jhay Cortez – “Fiel” - Nio Garcia, J Balvin & Bad Bunny – “AM” - Sebastián Yatra – “Tacones Rojos” |